# Always (film, 2011)
Pour les articles homonymes, voir Always.
Pour plus de détails, voir Fiche technique et Distribution.
Always (오직 그대만, Ohjik geudaeman) est un film sud-coréen réalisé par Song Il-gon, sorti en 2011.

## Synopsis
Cheol-min, un ex-boxeur, vit une histoire d'amour avec Jung-hwa qui est atteinte d'une affection la rendant petit à petit aveugle.

## Fiche technique
- Titre : Always
- Titre original : 오직 그대만 (Ohjik geudaeman)
- Réalisation : Song Il-gon
- Scénario : Song Il-gon, Roh Hong-jin, An Ji-sun et Yoo Yeong-ah
- Musique : Bang Jun-seok
- Photographie : Hong Kyung-pyo
- Montage : Nam Na-young
- Production : Kim Jung-hee, Lee Sung-hun et Moon Bomi
- Société de production : HB Entertainment et Showbox
- Pays :  Corée du Sud
- Genre : Drame et romance
- Durée : 108 minutes
- Date de sortie : 
  - Corée du Sud : 20 octobre 2011

## Distribution
- So Ji-seob : Cheol-min
- Han Hyo-joo : Jeong-hwa
- Kang Shin-il : Choi
- Park Cheol-min : Bang
- Oh Kwang-rok : Park Chang-soo
- Jo Sung-ha : le chef de section Choi

## Box-office
Le film a rapporté 6,9 millions de dollars au box-office.